# Dibamus ingeri
Espèce
Dibamus ingeri est une espèce de sauriens de la famille des Dibamidae. 

## Répartition
Cette espèce est endémique du Sabah en Malaisie.

## Étymologie
Cette espèce est nommée en l'honneur de Robert Frederick Inger.

## Publication originale
- Das & Lim, 2003 : Two new species of Dibamus (Squamata: Dibamidae) from Borneo. Raffles Bulletin of Zoology, vol. 51, n. 1, p. 137-141 (texte intégral).